# 2026
2026 (MMXXVI) kommer att bli ett normalår som börjar en torsdag i den gregorianska kalendern.

## Framtida händelser

### Januari
- Bussterminalen i Katarinaberget vid Slussen, Stockholm för bussar till Nacka och Värmdö skall invigas

### Februari
- 6-22 februari – De 25:e Olympiska vinterspelen förväntas äga rum i Milano och Cortina d'Ampezzo, Italien.

### Mars
- 6-15 mars – Paralympiska vinterspelen förväntas äga rum i Milano och Cortina d'Ampezzo, Italien.

### Juni
- Juni-juli – VM i fotboll förväntas spelas i Kanada, Mexiko och USA.

### September
- 13 september – Val förväntas hållas till Sveriges riksdag, regioner och kommunfullmäktige.[1]
- 19 september–4 oktober – Asiatiska spelen förväntas hållas i Aichi och Nagoya, Japan.

### November
- 3 november – Val förväntas hållas till USA:s kongress.[2]

### Okänt datum
- Den mindre basilikan Sagrada Família i Barcelona, Spanien beräknas vara klar.[3]

## Bilder

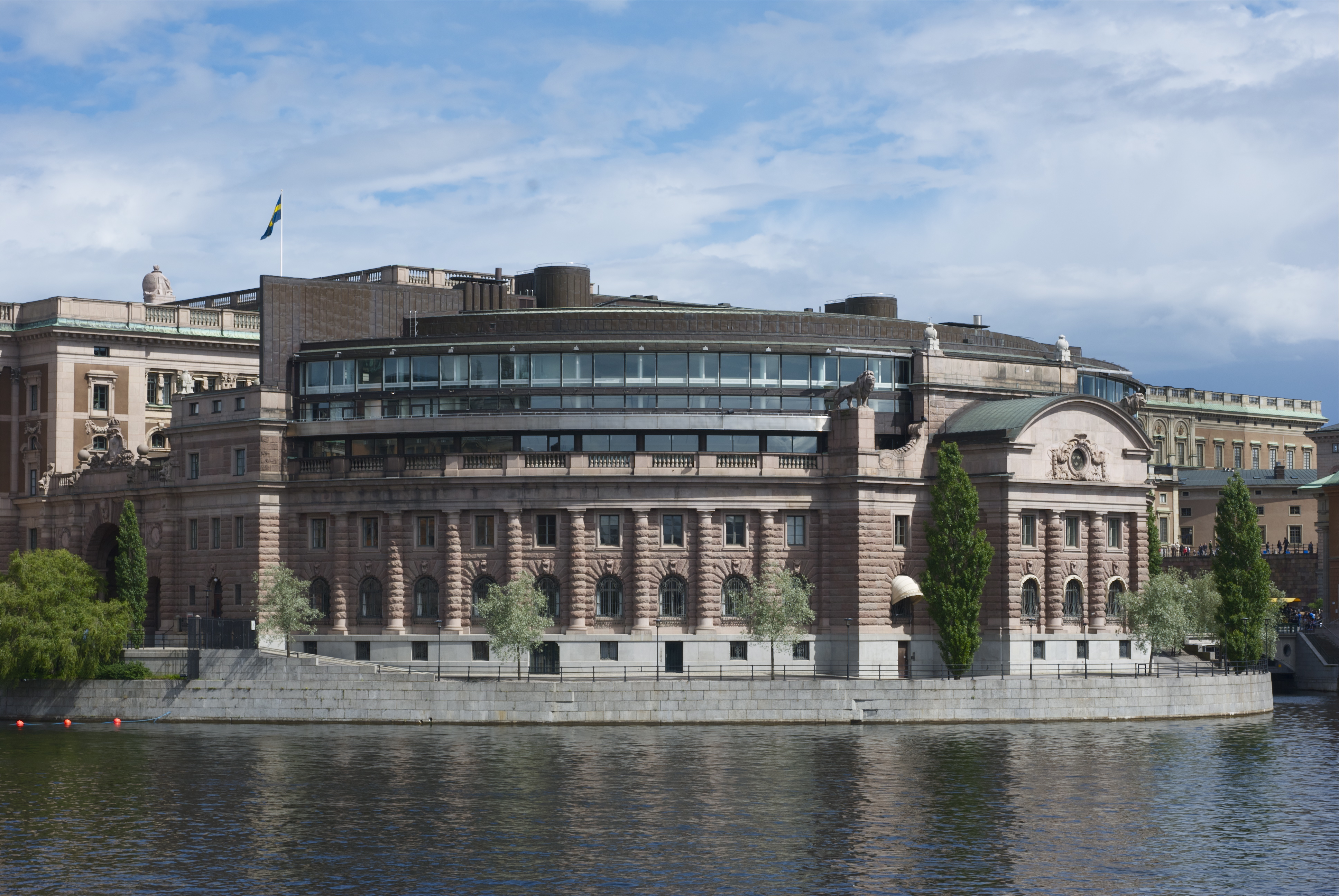
Sveriges riksdag.
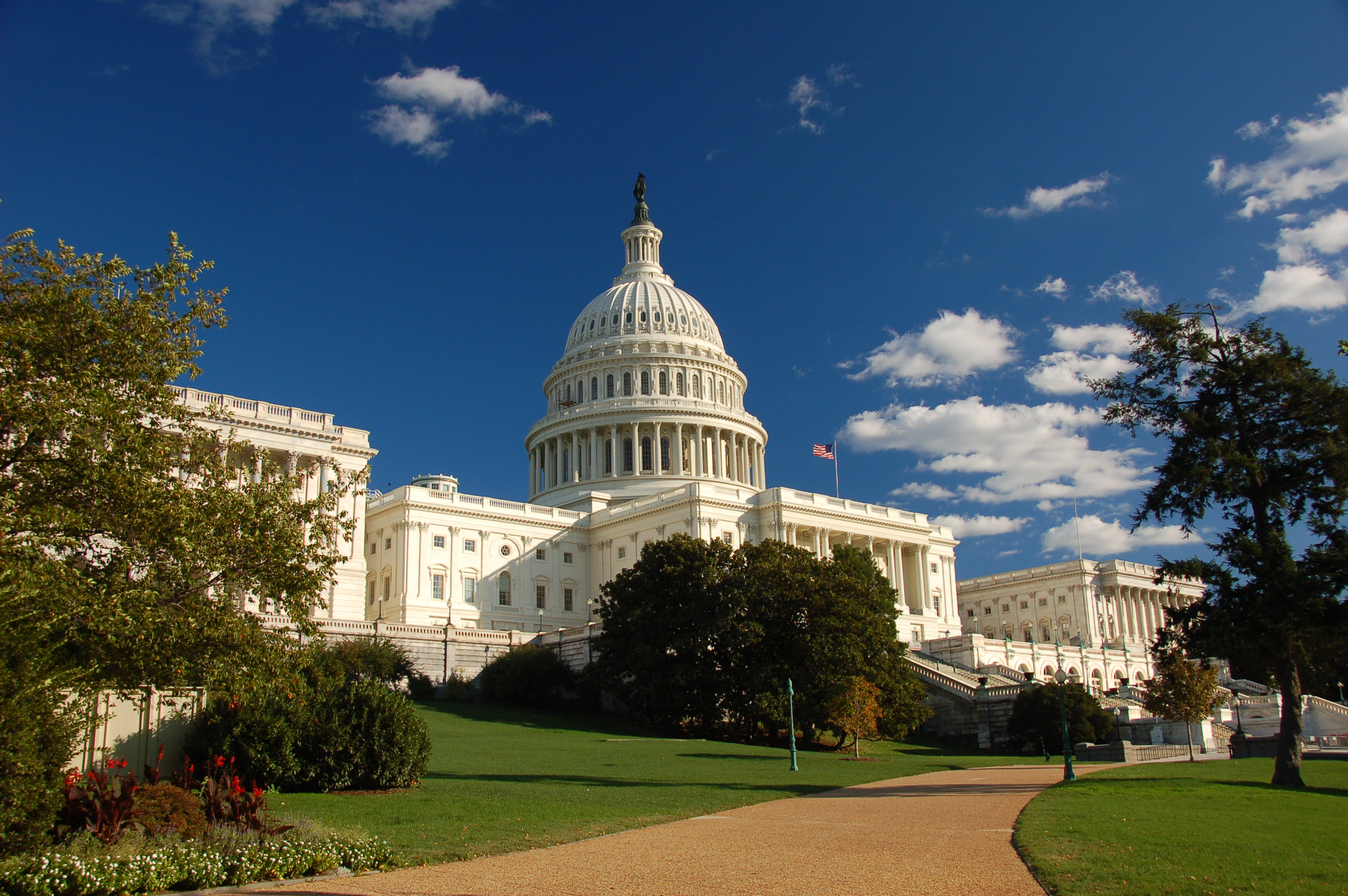
USA:s kongress.

### Fotnoter
1. ↑  ”Riksdagsval”. Kalender. https://www.kalender.se/samhallsinformation/riksdagsval. Läst 3 september 2022.
2. ↑  ”Congressional Candidates and Committees” (på engelska). USA:s federala valkommission. Oktober 2021. sid. 100. https://www.fec.gov/resources/cms-content/documents/candgui.pdf. Läst 13 november 2022.
3. ↑  ”Arkiverade kopian”. Arkiverad från originalet den 29 december 2008. https://web.archive.org/web/20081229032826/http://barcelona.vivelaciudad.es/2007/03/23-la-sagrada-familia. Läst 2 januari 2009.